# Anna Missuna
Anna Boleslavovna Missuna (in russo Анна Болеславовна Миссуна?; 12 novembre 1868 – 1922) è stata una geologa, mineralogista e paleontologa russa naturalizzata polacca.

## Biografia
Nacque nella regione di Vicebsk (allora parte dell'Impero russo, ora parte della Bielorussia). I suoi genitori erano di origine polacca. Studiò a Riga, dove imparò il tedesco, e a Mosca, dove ottenne una borsa di studio per l'istruzione superiore dal 1893 al 1896. Proseguì gli studi in mineralogia con Vladimir Vernadskij e con il cristallografo Evgraf Fedorov.

## Carriera
Nel 1898 apparve sulla rivista della Società naturalista di Mosca il suo primo articolo di geologia, uno studio sulle forme cristalline del solfato d'ammonio. Collaborò con Vladimir Dmitrevič Sokolov allo studio dei depositi quaternari e scrisse articoli scientifici sulle morene finite,  caratteristiche glaciali tipiche della Bielorussia e della Lettonia, e sui coralli giurassici della Crimea. Scrisse inoltre articoli e monografie sia in russo che in tedesco.
Dal 1907 al 1922 fu professoressa di chimica presso i corsi superiori femminili di Mosca, assistendo Sokolov. Insegnò anche petrografia, paleontologia, geologia storica e geografia storica.
Morì nel 1922 all'età di 53 anni.